# اوتو فن پورات
اوتو فن پورات (انگلیسی: Otto von Porat; ۲۹ سپتامبر ۱۹۰۳ – ۱۴ اکتبر ۱۹۸۲) بوکسور اهل نروژ بود.